# Список умерших в 1038 году

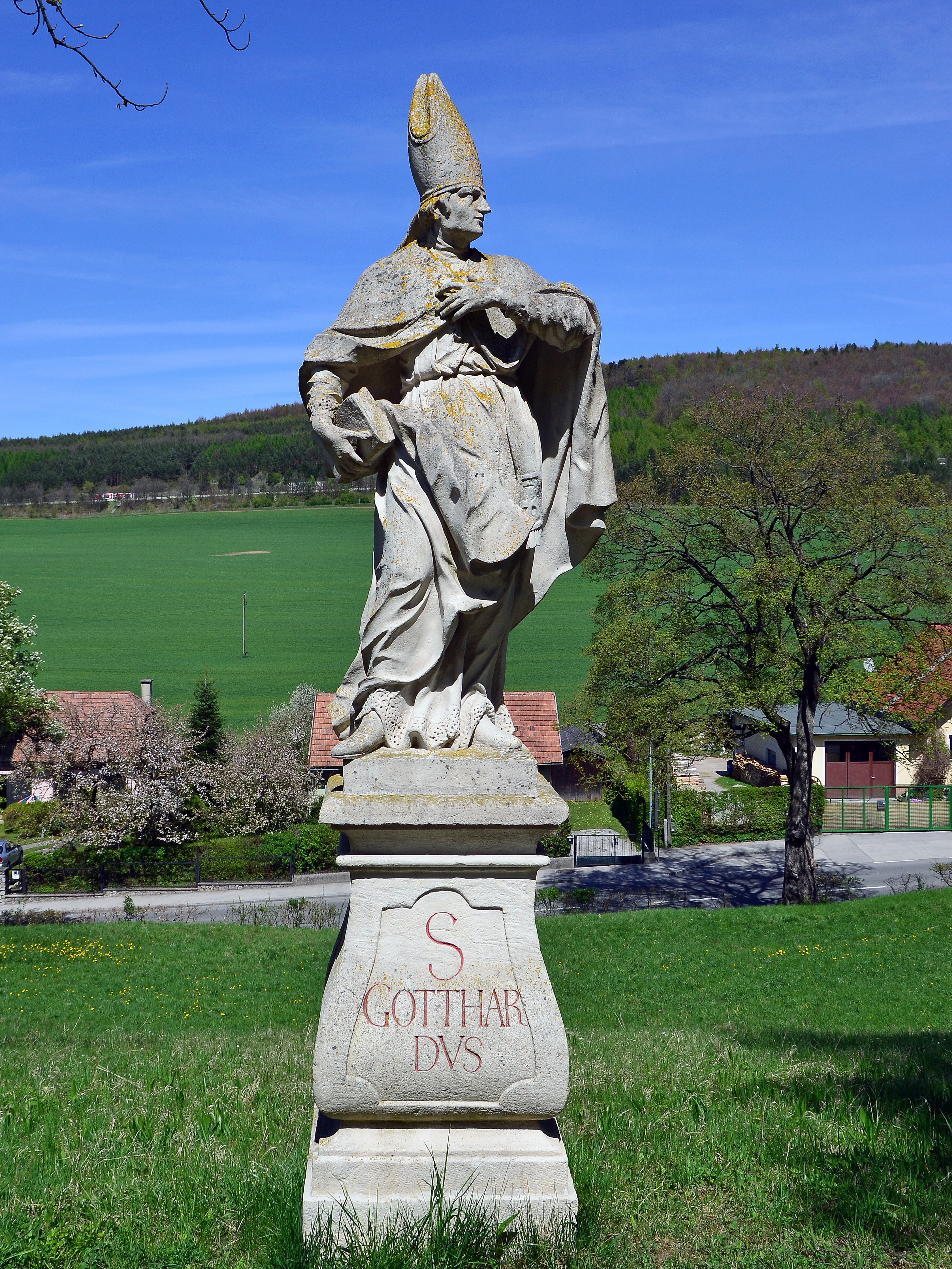
Годехард

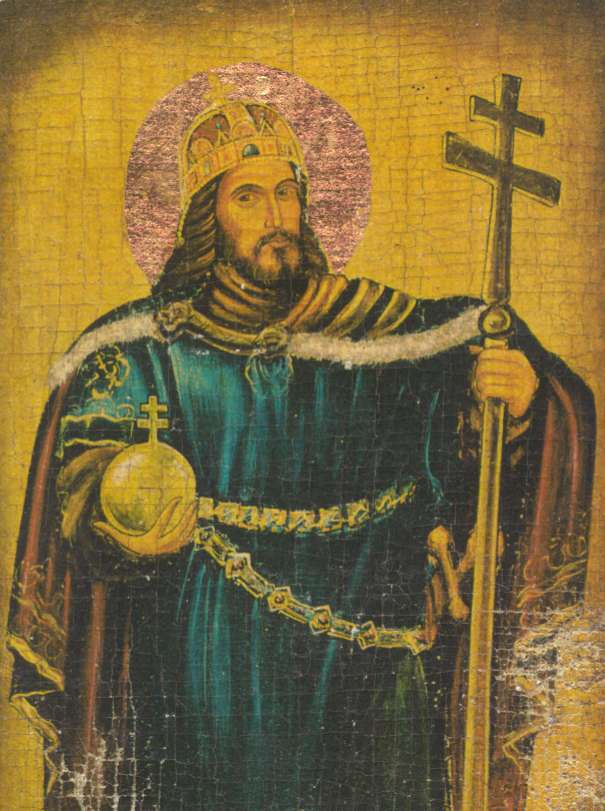
Иштван I Святой

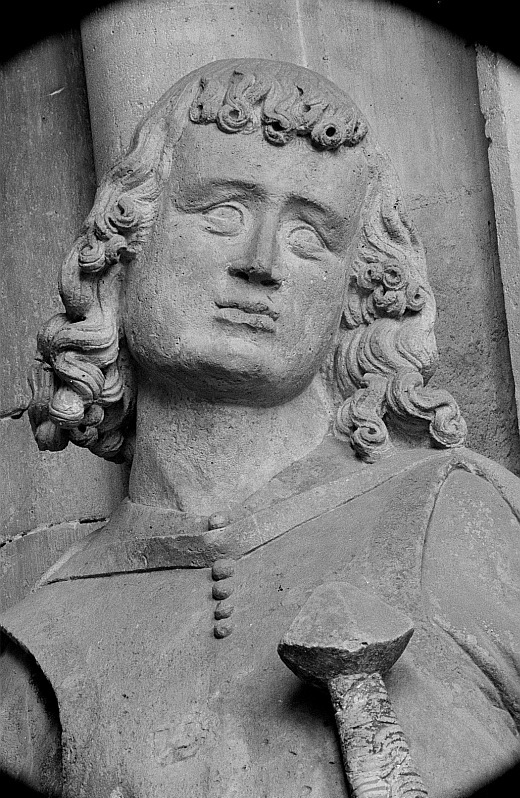
Герман I

В этой статье представлен список известных людей, умерших в 1038 году.
См. также: Категория:Умершие в 1038 году

## Март
- 28 марта — Хай Гаон[англ.] — гаон Пумбедиты (998—1038)

## Апрель
- 23 апреля — Людольф — граф в Дерлингау и Гуддингау, граф Брауншвейга с 1010/1011 года, маркграф Фрисландии с 1028 года.
- 25 апреля — Зигфрид — пфальцграф Саксонии (1028—1038).

## Май
- 5 мая — Годехард — епископ Хильдесхайма (1022—1038), святой римско-католической церкви.

## Июль
- 18 июля — Гунхильда Датская — герцогиня-консорт Баварии (1036—1038), первая жена будущего короля Германии Генриха III
- Герман IV — Герцог Швабии с 1030 года.

## Август
- 15 августа — Иштван I Святой — первый король Венгрии с 1000/1001 года (с 997 года — великий князь Венгрии)

## Сентябрь
- 20 сентября — Абдуллах ибн аль-Хакам ат-Таджиби — четвёртый независимый эмир Сарагосы (1038).

## Ноябрь
- 1 ноября — Герман I — маркраф в Оберлаузице (1004—1007), граф Бауцена с 1007 года, маркграф Мейсена с 1009 года, граф Хасегау и Хутици с 1028 года.
- 4 ноября — Яромир — князь Чехии (1003, 1004—1012, 1033—1034).

## Декабрь
- 3 декабря — Эмма фон Лесум[нем.] — графиня, почитаемая как святая
- 15 декабря — Гильом VI Толстый — герцог Аквитании и граф де Пуатье с 1030 года.

## Дата неизвестна или требует уточнения
- Абу Нуайм аль-Исфахани — мусульманский богослов, историк и хадисовед.
- Алиса Нормандская — герцогиня-консорт Бургундская, жена герцога Рено I
- Генрих I — граф Лувена и маркграф Брюсселя с 1015 года. Убит
- Зухайр — правитель тайфы Альмерии с 1028 года.
- Куисо[англ.] — король Пагана (1021—1038)
- Махипала[англ.] — правитель Бенгалии из династии Пала (988—1038)
- Муизз ад-даула Мунзир II — третий независимый эмир Сарагосы (1029-1038).
- Ас-Саалиби — арабский учёный-филолог.
- Феликс из Рюйса — затворник, настоятель монастыря Рюис
- Хаббус аль-Музаффар — правитель тайфы Гранады с 1019 года
- Шибл ад-Даула Наср I ибн Салих[англ.] — амир Алеппо с 1029 года
- Элдред II[англ.] — элдормен (граф) Бамборо с 1019 года.
- Этельнот — архиепископ Кентерберийский с 1020 года, святой римско-католической церкви.
- Ямуначарья — второй после Натхамуни великий ачарья (учитель) шри-вайшнавизма, духовный глава вайшнавской общины в Шрирангаме.